# Homalium ogoouense
Homalium ogoouense là một loài thực vật thuộc họ Salicaceae. Đây là loài đặc hữu của Gabon.